# عبد الله رشاد
عبد الله رشاد (1965)، مطرب سعودي.

## السيرة الذاتية

### مولده ونشأته
ولد عبد الله رشاد عبد الغني في الطائف في عام 1965، ويسكن في مدينة جدة في السعودية. درس الابتدائية والمتوسطة والثانوية في مدينة الطائف، والتحق بجمعية الثقافة والفنون والتي ساهمت في تقديم وتطوير موهبته وأوصلته لمساحات كان يحلم بها.

### تعليمه
درس عبد الله رشاد في كلية الإدارة والعلوم السياسية، كما التحق أيضًا بعلوم الأرض.

### حياته العملية
عمل في ميناء جدة الإسلامي وكانت وظيفته في ذلك الوقت سكرتير المدير العام، وبعد فترة ليست بالقصيرة التحق بالبعثة الخاصة بالأكاديمية البحرية في الإسكندرية وحصل على رتبة ضابط بحري.

## السيرة الفنية

### بداياته
يحكي عبد الله رشاد قصته الأولى وكيف استطاع الدخول للوسط الفني، حيث يقول: كان هناك احتفال في مدينة الطائف لوزراء الخارجية العرب وشارك في هذا الحفل كل من محمد عبده وطلال مداح وعبادي الجوهر، وصادف أن تأخر أحد الفنانين عن حضور وصلته فقرر الأستاذ يوسف محمد رئيس قسم الموسيقى تقديمي في هذه الوصلة وبمخاطرة منه وبالفعل تمكنت من الغناء في الحفل واستقبلني الجمهور بحب وتفاهم وتصادف أن نشرت الصحف في اليوم الثاني خبر ظهوري على المسرح وأشادوا بالوصلة.

### أول ألبوماته
قدم أول ألبوم غنائي له وكان بعنوان ابتدينا وقدم فيه نخبة مميزة من الشعراء والملحنين أمثال بدر بن عبد المحسن، خالد الفيصل، سراج عمر وسامي احسان ومحمد شفيق وطاهر حسين ومحمد المغيص، وفشل هذا الألبوم فشلا ذريعا بسبب طرحه في ثالث أيام رمضان مما اثار غضب البعض واثر كثيراً في نفسية عبد الله رشاد.
وقدم أيضا عبد الله رشاد ألبوما آخر بعنوان المعصب الأحمر من كلمات الشاعر أبو فيصل والحان محمد شفيق وكان أول شريط من إنتاج الدانة. وقدم أغنية كان ودي نلتقي مع المطربة نوال الكويتية.

### أشهر أغانيه
من أغانيه التي ذاعت وانتشرت أغنية أستاذ عشق وكان ودي والمعصب الأحمر والليل أبو الاسرار وسمارك التي حملت شعار شركة سمارك والتي ثارت حولها العديد من الاشكاليات في اختيار عبد الله رشاد لهذا المسمى وبنفس شعار الشركة.
ويعتبر عبد الله رشاد هو الوحيد الذي غنى أغنية وطنية باللغة الإنجليزية في فان كوفر بكندا.

## الألبومات الرسمية
- ابتدينا.
- المعصب الأحمر.
- سمارك.
- الليل أبو الأسرار.
- وطنيات (1 - 10).
- السمر والبيض.
- أستاذ عشق.
- تدور الأرض.
- محلاك يالغالي.
- بحر العيون.
- عيش يومك.
- أم العروسة.
- شكوتي.
- كان زمان (1 - 3).
- سافرت.

## فيديو كليبات
قام بتصوير الكثير من الأغاني المصورة الحصرية لصالح قناة إيه آر تي الموسيقى التابعة لشبكة راديو وتلفزيون العرب بالتعاون مع شركة روتانا.
| الأغنية                                    | المخرج               |
| ------------------------------------------ | -------------------- |
| كان ودي نلتقي ديو مع الفنانة نوال الكويتية | أحمد الدوغجي         |
| ملح الحياة                                 | عامر الخفش           |
| سيد الغواني                                | أحمد الدوغجي         |
| تدور الأرض                                 | سعيد الماروق         |
| السمر والبيض                               | عادل الخضر           |
| يا مركب الهند                              | وائل فهمي عبد الحميد |
| يا ماشي الليل                              | وائل فهمي عبد الحميد |
| ليلة                                       | وائل فهمي عبد الحميد |
| هوى العيون                                 | أحمد الدوغجي         |
| سامح الله حبيبي                            | سعيد الماروق         |
| الليل أبو الأسرار                          | وائل فهمي عبد الحميد |
| يا خوفي                                    | وائل فهمي عبد الحميد |
| محلاك يالغالي                              | وائل فهمي عبد الحميد |
| إنت غريب                                   | وائل فهمي عبد الحميد |
| الله يصبرني                                | وائل فهمي عبد الحميد |
| عزوة سعودي                                 | عامر الحمود          |
| الكل يحبك يا فهد                           | عامر الخفش           |
| باعني                                      | أحمد الدوغجي         |
| يا ظالمة                                   | يعرب بو رحمة         |
| تخيل                                       | يعرب بو رحمة         |
| عمر الفرح                                  | نجدت أنزور           |
| أستاذ العشق                                | عامر الحمود          |
| عيش يومك                                   | محمد جمعة            |
| أموت فيك                                   | عادل سرحان           |
| محبوبي معايا                               | رندة علم             |
| ما شفتي ديو مع أسماء المنور                | ساندرا قعوار         |

## مهرجانات
- مهرجان جرش.
- مهرجان أبها الغنائي.
- مهرجان جدة الغنائي.
- مهرجان الجنادرية.
- مهرجان الطائف.

## الجوائز
- سفير النوايا الحسنة والسلام.
- الدكتوراه الفخرية من الأكاديمية الدولية للمعلوماتية.